# Long Hưng B
Long Hưng B là một xã thuộc huyện Lấp Vò, tỉnh Đồng Tháp, Việt Nam.

## Địa lý
- Phía đông, nam, đông nam, tây nam giáp huyện Lai Vung
- Phía tây, tây bắc giáp xã Vĩnh Thạnh
- Phía bắc, đông bắc giáp xã Long Hưng A.

Xã có diện tích 21,98 km² với khoảng 3/4 diện tích là đất canh tác nông nghiệp.

## Hành chính
Xã được chia thành 6 ấp: Hưng Nhơn, Hưng Thạnh Đông, Hưng Lợi Tây, Hưng Lợi Đông, Hưng Thành Tây, Hưng Thành Đông.

## Lịch sử
Quyết định 4-CP ngày 05 tháng 01 năm 1981, xã Long Hưng thuộc huyện Thạnh Hưng.
Quyết định 36-HĐBT ngày 06 tháng 03 năm 1984 của Hội đồng Bộ trưởng, chia xã Long Hưng thành 2 xã lấy tên là xã Long Hưng A, xã Long Hưng B
Quyết định 77-HĐBT ngày 27 tháng 06 năm 1989, xã Long Hưng B thuộc huyện Thạnh Hưng.
Nghị định 81-CP ngày 06 tháng 12 năm 1996, xã Long Hưng B thuộc huyện Lấp Vò.

## Kinh tế - xã hội

### Nông nghiệp
Nông nghiệp chiếm tỉ trọng trọng cao trong cơ cấu kinh tế xã. Công nghiệp Xây dựng và Dịch vụ có những bước phát triển lớn, bước đầu giữ vai trò quan trọng trong nền kinh tế xã.
Phần nhỏ lao động nông thôn đang canh tác trong những đồng ruộng với quy mô gia đình truyền nối. Lúa nước vẫn là loại nông sản chính trong canh tác

### Công nghiệp - xây dựng
Nhiều xí nghiệp, nhà máy chế biến lương thực được mở ra trong thời gian qua phục vụ cho quá trình canh tác và sản xuất. Khu vực giáp ranh với xã Tân Dương, Lai Vung có nhiều lò gạch lâu năm. Bên cạnh đó, nhiều ngành công nghiệp mới đang tiến vào xã mở ra những thay đổi lớn cho bộ mặt xã.

### Dịch vụ
Thương mại là ngành dịch vụ phát triển nhất. Rất nhiều doanh nghiệp tư nhân mở rộng kinh doanh trong xã. Đầu mối thương mại xã tập trung tại chợ Long Hưng B với nhiều hộ kinh doanh, DNTN Vàng,...

### Xã hội
Thời gian gần đây, Công an xã có đường dây nóng tố giác tội phạm được phổ biến khắp các khu vực trong xã. Tình hình an ninh trật tự có nhiều cải thiện, tỉ lệ tệ nạn xã hội giảm rõ rệt. Nhiều đơn vị, cá nhân được bằng khen có nhiều đóng góp trong quá trình Toàn dân giữ gìn An ninh trật tự.

#### Giáo dục

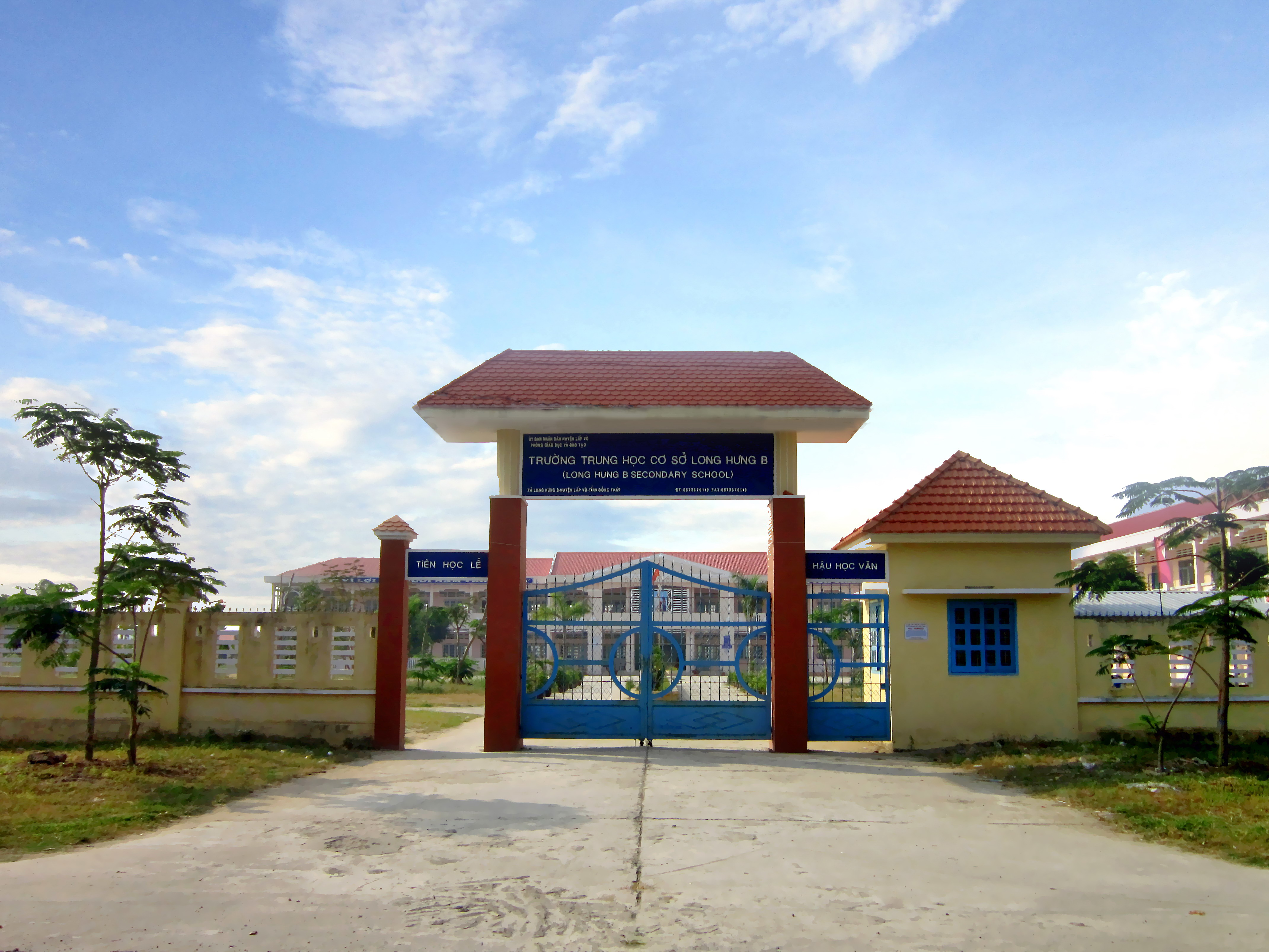
Trường THCS Long Hưng B

Phần lớn trẻ em, thanh thiếu niên trong xã có trình độ THCS, THPT. Một số vì hoàn cảnh gia đình phải bỏ học hoặc chỉ học hết THCS thì đi làm, nhưng rất ít.
Hầu hết các trường phổ thông trong địa bàn đều đạt chuẩn quốc gia.
- Trường Trung học phổ thông Lấp Vò 3.
- Trường Trung học cơ sở Long Hưng B.
- Trường Tiểu học Long Hưng B1.
- Trường Tiểu học Long Hưng B2.
- Trường Tiểu học Long Hưng B3.
- Trường Mầm non Long Hưng B.

#### Y tế
Trạm Y tế Long Hưng B nằm trong khu vực chợ Long Hưng B, bên cạnh cầu Vàm Đinh.

## Giao thông
Trục giao thống chính của xã bao gồm tuyến Tỉnh lộ 852 (đường bộ) và Kênh Xáng Lấp Vò (đường thủy) đi ngang. Đường giao thông nông thôn có nhiều nét mới, nổi bật là nhiều con đường đã được sửa sang, mở rộng, nâng cấp, thay đổi diện mạo của xã. Nhiều kênh mương thông thoáng tiện lợi vận chuyển hàng hóa, nông sản khắp các khu vực trong và ngoài xã.

## Hình ảnh

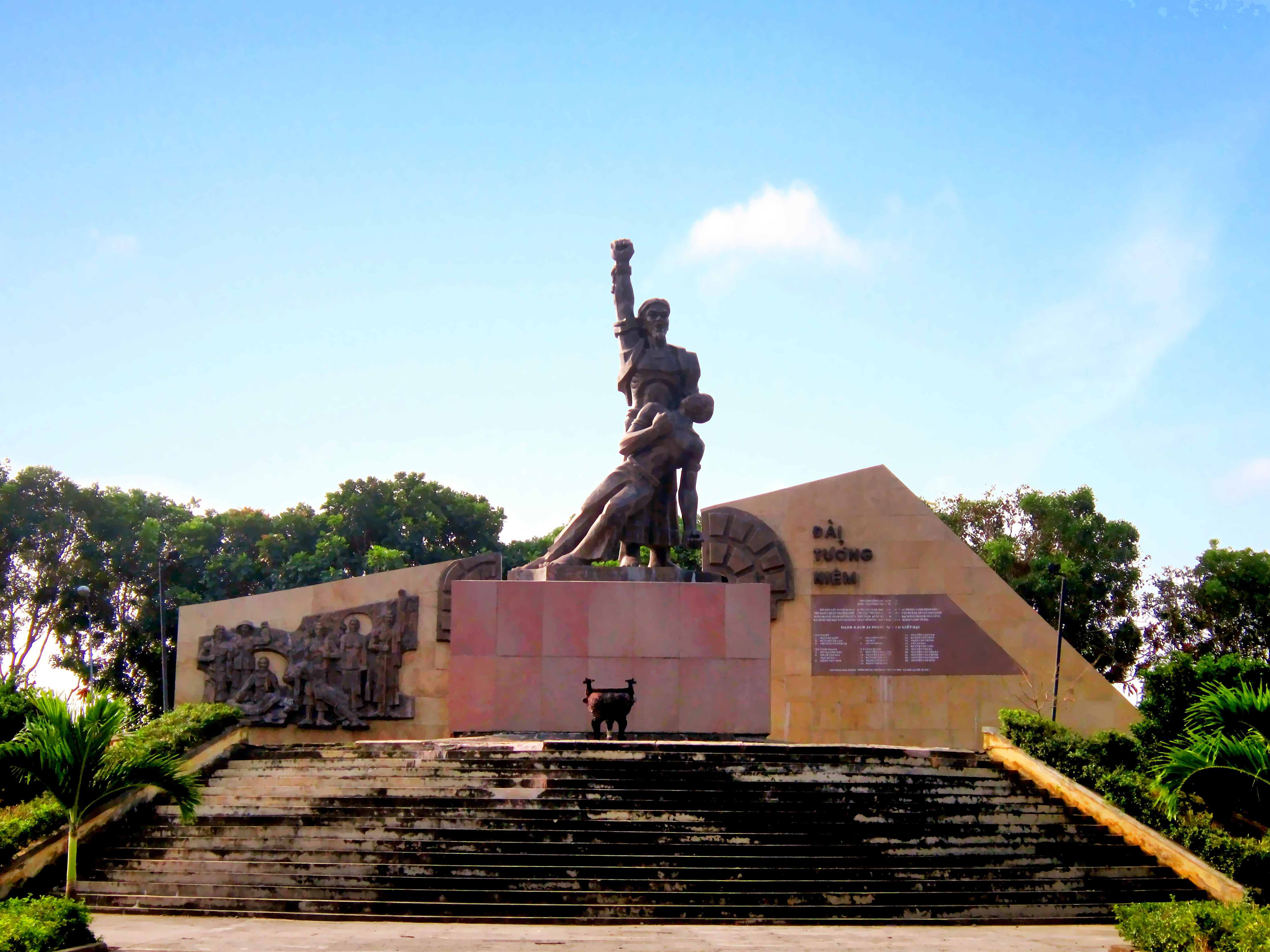
Đài tưởng niệm ở Long Hưng B
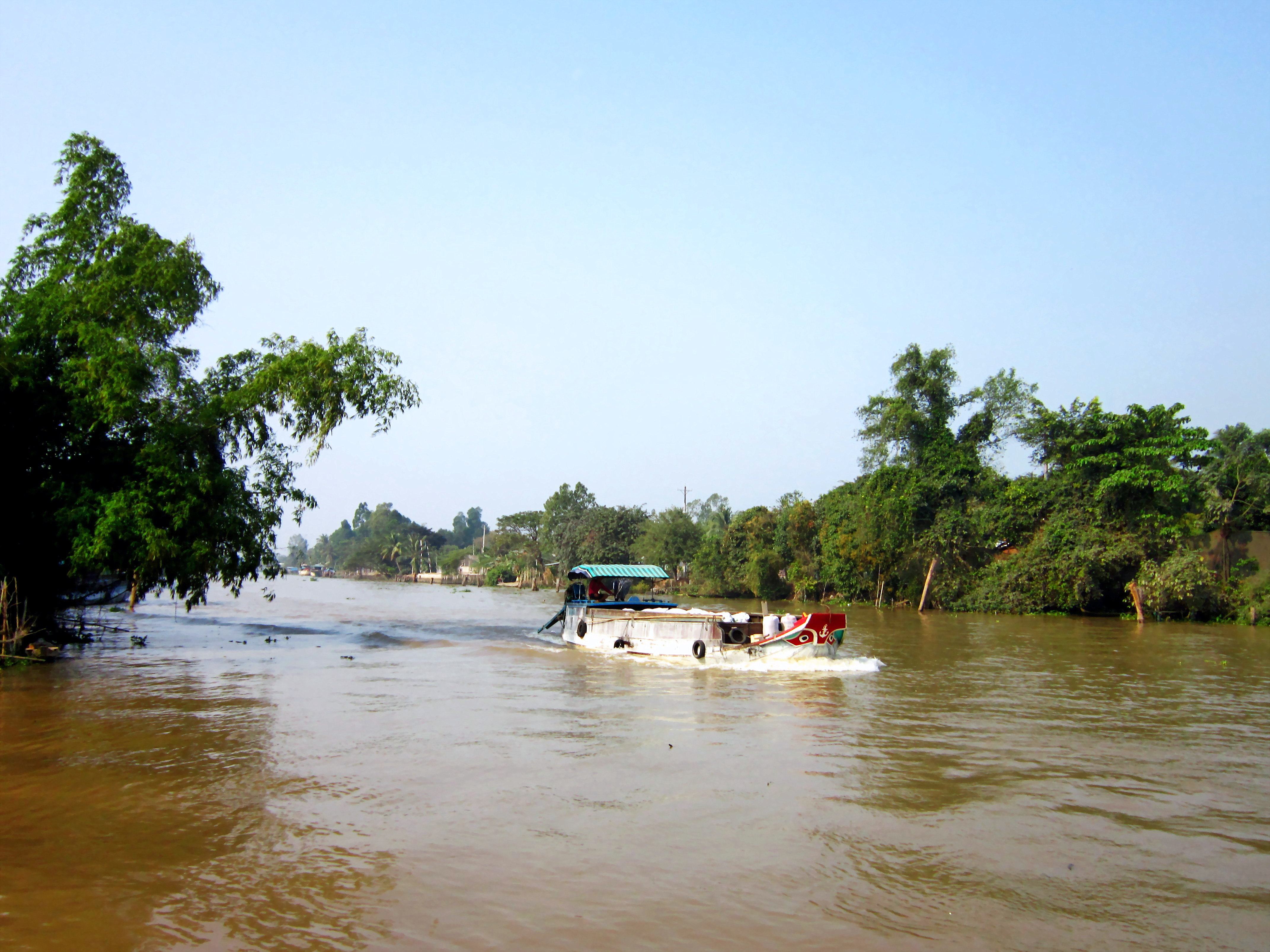
Rạch Lấp Vò, đoạn chảy qua chợ Vàm Đinh (trái ảnh).
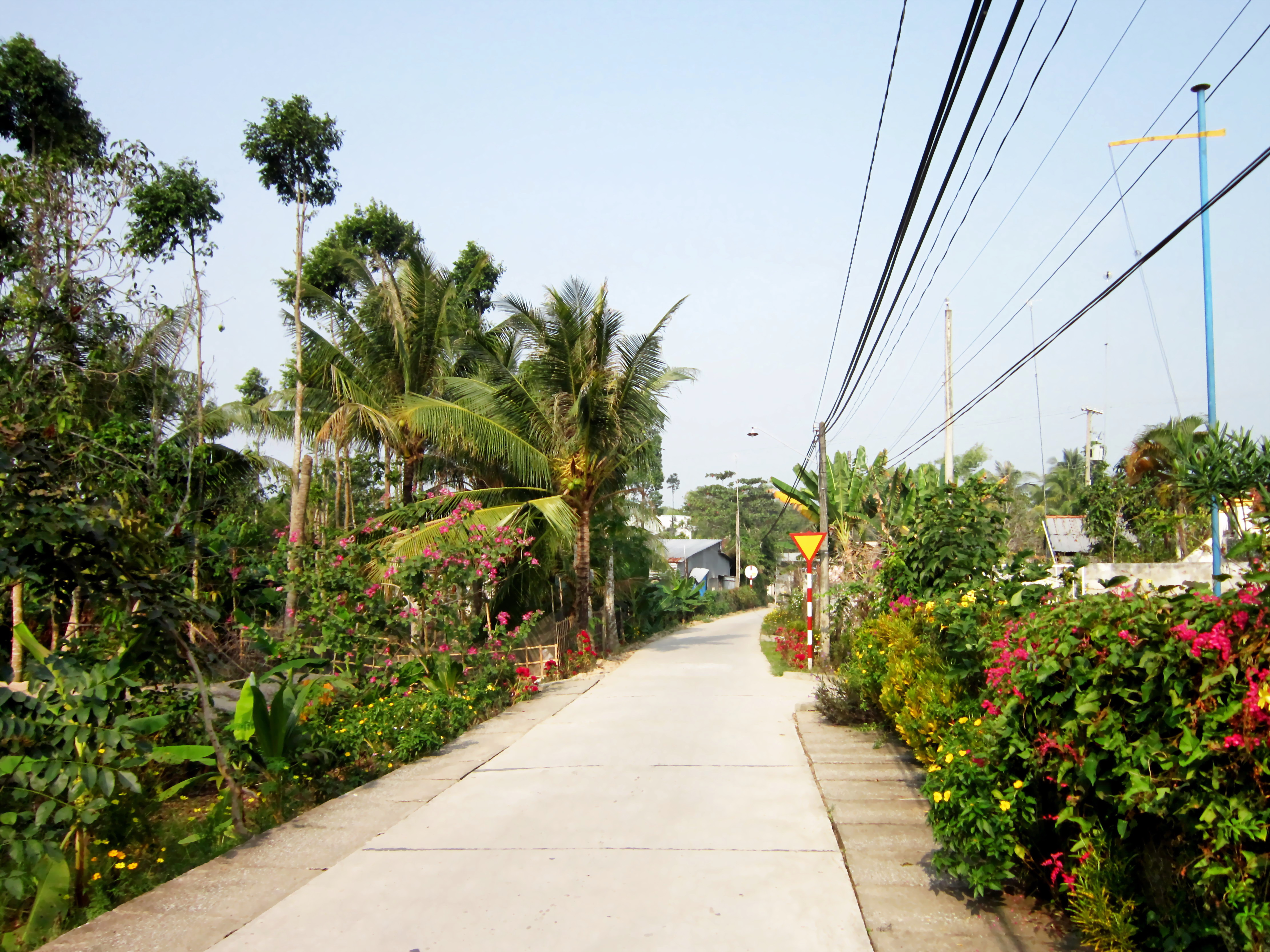
Một con đường bê tông liên ấp ở xã Long Hưng B.
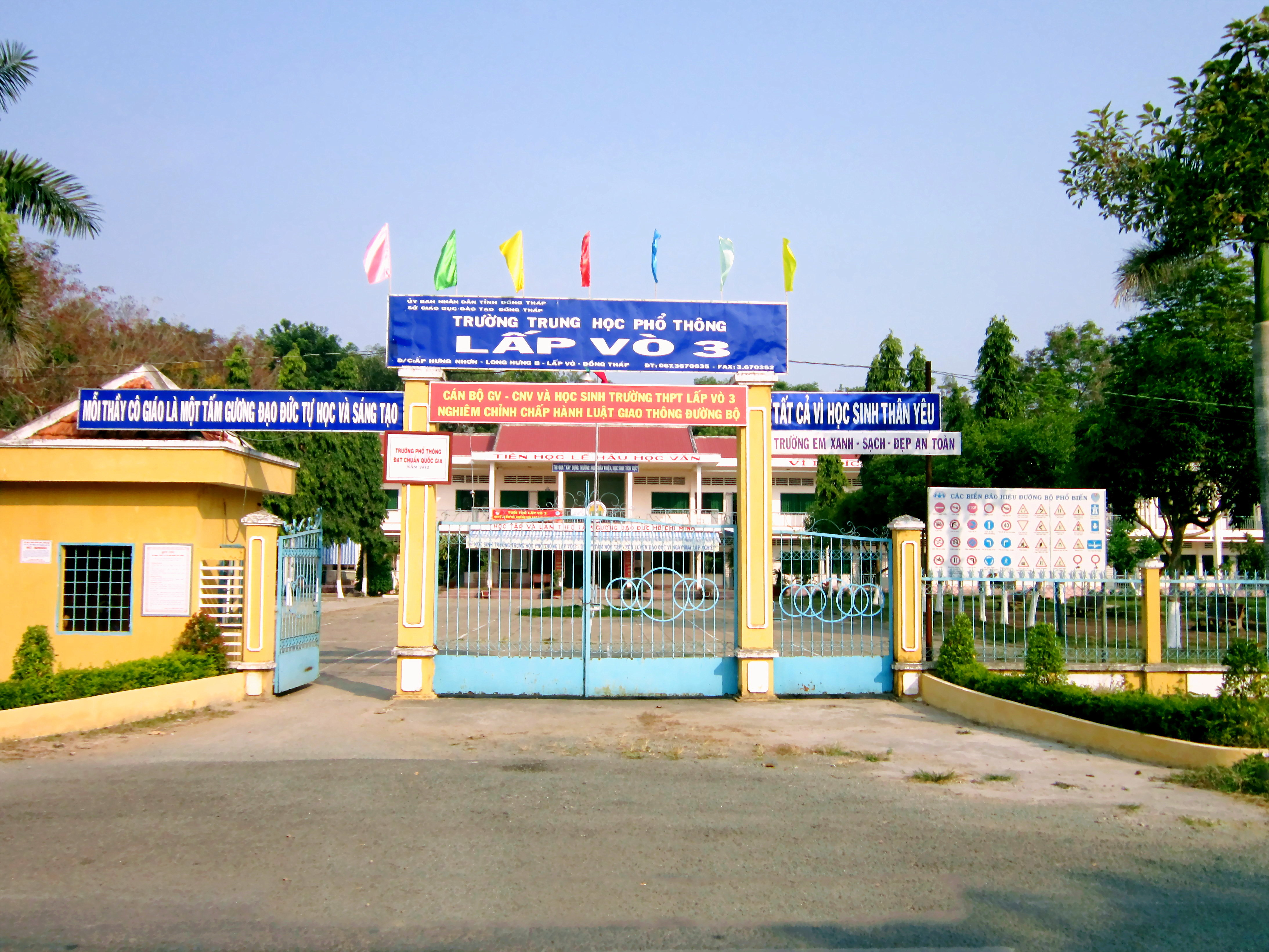
Trường THPT Lấp Vò 3 ở xã Long Hưng B.